# Robert J. Weitlaner
Robert J. Weitlaner (Steyr, 28 de abril de 1883 - Ciudad de México, 23 de julio de 1968) fue un ingeniero metalúrgico, etnólogo, académico e investigador austriaco radicado en México.

## Biografía
Fue hijo del ingeniero civil Julius Weitlaner y de Therese Pillinger, maestra de escuela. Estudió ingeniería en la Universidad de Leoben, donde se graduó en 1908 con el título de ingeniero metalúrgico. Un año después emigró a Estados Unidos, donde ejerció su profesión con las principales empresas siderúrgicas estadounidenses en Pittsburgh (1909-1910), Buffalo (1910-1913), Filadelfia (1913-1916), Baltimore (1916-1919) y Cleveland (1919-1922).
Weitlaner se mudó a México en 1922, acompañado de su esposa, Olga Lipp, quien lo había seguido a Estados Unidos, y sus hijas pequeñas Irmgard y Olga en la calle de Francisco Sosa, en el corazón colonial de Coyoacán. En la Ciudad de México, trabajó como ingeniero metalúrgico en La Consolidada, la empresa siderúrgica más grande de México, hasta su jubilación en 1939. 
Weitlaner inició sus innumerables viajes a las comunidades otomíes y, a partir de 1934, al chinanteco. Uno de los desarrollos posiblemente más importantes de Weitlaner en los años siguientes incluye el redescubrimiento por las naciones occidentales de hongos psilocibina mexicanos en 1936. Como consecuencia de la experiencia y los conocimientos derivados de estos estudios de campo, y de una amplia lectura de la lingüística y la etnología mexicanas, estaba suficientemente fundamentado en antropología cuando dejó "La Consolidada" para aprobar el examen profesional que lo llevó a un nombramiento de tiempo completo como Etnólogo en el Instituto Nacional de Antropología e Historia, cargo que había ocupado a tiempo parcial durante varios años antes de 1939. También imparte clases en el México City College y en la Universidad Iberoamericana.
Con la fundación de la Escuela Nacional de Antropología e Historia por la misma época, fue nombrado (en 1940) Profesor de Lenguas Indígenas Americanas, de Lenguas Otomianas y de Etnología Contemporánea de México y Centroamérica, enseñando primero en el antiguo museo de antropología en la Calle Moneda, detrás del Palacio Nacional; y después de 1964 en el nuevo Museo Nacional de Antropología del Bosque de Chapultepec.
Weitlaner falleció en la Ciudad de México el 23 de julio de 1968, a los 86 años.